# Rally Villa de Llanes de 2006
El Rally Villa de Llanes de 2006, oficialmente 30.º Rally Villa de Llanes, fue la trigésimo primera edición y la novena cita de la temporada 2006 del Campeonato de España de Rally. Se celebró del 7 al 8 de octubre y contó con un itinerario de nueve tramos que sumaban un total de 161 km cronometrados.

## Itinerario
| Día   | Tramo | Nombre          | Distancia | Hora | Ganador        | Tiempo  | Líder     |
| ----- | ----- | --------------- | --------- | ---- | -------------- | ------- | --------- |
| Día 1 | TC1   | Siejo-Puertas   | 23.68 km  |      | Dani Solà      | 15:48.3 | Dani Solà |
| Día 1 | TC2   | Nueva-Labra     | 19.82 km  |      | Dani Solà      | 14:46.3 | Dani Solà |
| Día 1 | TC3   | Siejo-Puertas   | 23.68 km  |      | Dani Solà      | 15:37.2 | Dani Solà |
| Día 1 | TC4   | Nueva-Labra     | 19.82 km  |      | Alberto Hevia  | 14:57.9 | Dani Solà |
| Día 1 | TC5   | Siejo-Colombres | 10.42 km  |      | Alberto Hevia  | 7:01.4  | Dani Solà |
| Día 1 | TC6   | La Tornería     | 11.87 km  |      | Dani Solà      | 7:54.2  | Dani Solà |
| Día 1 | TC7   | Carmen-Torre    | 20.18 km  |      | Sergio Vallejo | 13:04.2 | Dani Solà |
| Día 1 | TC8   | La Tornería     | 11.87 km  |      | Sergio Vallejo | 8:09.9  | Dani Solà |
| Día 1 | TC9   | Carmen-Torre    | 20.18 km  |      | Sergio Vallejo | 13:14.9 | Dani Solà |

## Clasificación final
| Pos. | Piloto               | Copiloto             | Automóvil                | Tiempo         | Diferencia |
| ---- | -------------------- | -------------------- | ------------------------ | -------------- | ---------- |
| 1.   | Dani Solà            | Xavier Amigò         | Citroën C2 S1600         | 1:51:03.6      | 0.0        |
| 2.   | Sergio Vallejo       | Diego Vallejo        | Renault Clio S1600       | 1:51:10.2      | +0:06.6    |
| 3.   | Alberto Hevia        | Alberto Iglesias Pin | Peugeot 206 S1600        | 1:51:23.7      | +0:20.1    |
| 4.   | Pedro Burgo          | Marcos Burgo         | Mitsubishi Lancer Evo IX | 1:53:52.5      | +2:48.9    |
| 5.   | Manuel Rueda         | Borja Rozada         | Renault Clio S1600       | 1:54:08.8      | +3:05.2    |
| 6.   | "Rantur"             | Álex Cid             | Mitsubishi Lancer Evo IX | 1:54:20.0      | +3:16.4    |
| 7.   | Sergio López-Fombona | Juan Carlos Dorado   | Mitsubishi Lancer Evo IX | 1:54:33.0 0:20 | +3:29.4    |
| 8.   | Alejandro Rodríguez  | Irene Serrano        | Citroën C2 GT            | 1:57:37.9      | +6:34.3    |
| 9.   | David Colldecarrera  | Xavier Lozano        | Mitsubishi Lancer Evo IX | 1:57:53.7      | +6:50.1    |
| 10.  | Carlos Márquez       | Aintzane Goñí        | Citroën C2 GT            | 1:58:24.3      | +7:20.7    |